# Меломанія (альбом)
«Меломанія» — дебютний студійний альбом українського музичного гурту «Бумбокс», що вийшов у 2005 році.
Гурт «Бумбокс» створено вокалістом Андрієм Хливнюком та учасниками гурту «Тартак» Андрієм Самойлом та Валентином Матіюком. Музиканти виконували пісні на тексти Хливнюка, аранжовані за допомогою акустичної гітари та діджей-сетів, поєднуючи вокал в стилі регі, гітарну музику та хіп-хоп. Дебютний альбом проєкту «Меломанія» записано в домашній студії в Києві протягом двох днів з обмеженим бюджетом.
Спочатку «Меломанію» розповсюджували самі музиканти, ставши відомими серед поціновувачів андеграундної музики й отримавши можливість гастролювати по невеличких вітчизняних клубах. Згодом альбом неодноразово видавали на українських та російських лейблах звукозапису та найчастіше порівнювали з творчістю харківського дуету «5'nizza». На пісні «Супер-пупер», «E-mail» та «Бобік» зняли відеокліпи.
Дебютний альбом «Бумбоксу» відображає ранню «хіп-хопову» еру в історії гурту, на зміну якій прийшло більш рокове звучання. Альбом зробив гурт популярним та відкрив музикантам шлях до великих лейблів. Вже наступна платівка «Family Бізнес» стала «золотою» в Україні та «платиновою» в Росії, перетворивши «Бумбокс» зі стороннього проєкту музикантів «Графіту» та «Тартака» у повноцінний музичний гурт. 

## Створення гурту
Альбом «Меломанія» став результатом співпраці трьох київських музикантів: вокаліста Андрія Хливнюка, гітариста Андрія Самойла («Мухи») та діджея Валентина Матіюка («Валіка»). Рушійною силою проєкту став Андрій Хливнюк, корінний черкасець, який переїхав до Києва на початку 2000-х років. Він почав займатися музикою у рідних Черкасах, співав у декількох місцевих гуртах, зокрема в стріт-джазовому колективі «Dust Mix», а в Києві став учасником гурту «Графіт», де виступав аж до 2004 року. Зі свого боку, Валентин Матіюк, який приїхав до столиці з Нововолинська, та Андрій Самойло, що до цього жив у Луцьку, сім років разом грали у гурті «Тартак». Протягом року Хливнюк та Самойло разом винаймали квартиру і згодом дізналися про музичні вподобання один одного, вирішивши створити щось разом. Для повного складу їм був потрібен діджей, тому Самойло запросив колегу по «Тартаку» Валіка Матіюка. Так з'явився перший склад гурту, який назвали «Бумбокс».
За основу музичного матеріалу новоствореного проєкту взяли пісні Андрія Хливнюка, частину з яких він написав ще наприкінці 1990-х років у Черкасах. Деякі з композицій співак пропонував грати у «Dust Mix», але ті переважно виконували кавер-версії вже відомих хітів. Ще решту Хливнюк встиг записати із «Графітом», готуючись до виходу дебютного альбому «Чорний PR». Разом з Самойлом та Матіюком було створено нові аранжування, які можна було б виконати втрьох. Звучання нового гурту визначалося складом інструментів та вподобаннями музикантів: сам Хливнюк захоплювався гранджем, регі та хіп-хопом дев'яностих, «Муха» слухав рок-музику, а діджей Валік — був фанатом класичного хіп-хопу та важкої музики. Серед виконавців, які найбільш вплинули на звучання нового колективу, лідер гурту відзначав Beenie Man, Пітера Тоша, Everlast, Fugees, Soundgarden.

## Запис альбому
- «Бумбокс»:
  - Андрій Хливнюк — вокал, тексти,
  - Андрій «Муха» Самойло — гітара,
  - Валентин «Валік» Матіюк — ді-джей,
  - Олексій Согомонов — менеджмент,
  - Борис Гінжук — менеджмент.

- Музика — «Бумбокс».
- Тексти — Андрій Хливнюк.
- Фото — Parallax.
- Дизайн — Марік Джан[3].

З самого початку «Бумбокс» мав бути суто студійним сайд-проєктом, чиї поодинокі репетиції та концертні виступи узгоджувалися з графіком куди більш відомого «Тартака», де грали Самойло та Матіюк. Учасники «Бумбоксу» не ставили за мету досягти комерційного успіху, а лише хотіли записувати музику, яка їм подобалася, поєднуючи світові музичні тенденції із національним українським наповненням, не звертаючи увагу на формати та не очікуючи великих ротацій або шаленої популярності.
Подібно до написання та аранжування пісень, які відбувалися на квартирах музикантів «Бумбоксу», запис альбому також відбувався в домашніх умовах. На Оболоні було облаштовано студію Олега Артима, який грав у гурті «Фактично самі» та був звукорежисером «ТНМК». Усі пісні записали протягом двох діб та трьох студійних сесій загальною довжиною у 21 годину. За першу добу записали акустичну гітару, частину вокалу та партій діджея, а наступного дня — решту вокалу та музики. Альбом обійшовся гуртові у 300 доларів. Якість запису пісень вийшла неідеальною, їх ще можна було доопрацювати, але в музикантів не вистачило грошей на студію, тому все залишили як є.

## Список пісень
| #   | Назва            | Тривалість |
| --- | ---------------- | ---------- |
| 1.  | «Бета-Каротин»   | 3:21       |
| 2.  | «День»           | 4:40       |
| 3.  | «Діагноз»        | 3:33       |
| 4.  | «E-mail»         | 3:34       |
| 5.  | «Гайки з Ямайки» | 4:16       |
| 6.  | «Почути»         | 4:38       |
| 7.  | «Рожеві сиропи»  | 3:15       |
| 8.  | «Супер-пупер»    | 2:56       |
| 9.  | «Одна»           | 4:32       |
| 10. | «Бобік»          | 3:22       |
| 11. | «Зима»           | 4:29       |

| Бонус-треки до видання «Moon Records» | Бонус-треки до видання «Moon Records» | Бонус-треки до видання «Moon Records» |
| #                                     | Назва                                 | Тривалість                            |
| ------------------------------------- | ------------------------------------- | ------------------------------------- |
| 12.                                   | «Date with another ten»               | 3:29                                  |
| 13.                                   | «Пісня для Китайського льотчика»      | 3:46                                  |

До дебютного альбому «Бумбоксу» увійшло одинадцять композицій. Надалі це число стало традиційним для гурту, наступні альбоми також містили по одинадцять пісень. Автором більшості текстів був Хливнюк, який описував в них реальні події, що відбувалися з ним в Черкасах або Києві. Щодо музики, вона була міксом гітарного звучання, вокалу в стилі регі та хіп-хопових бітів, відображаючи індивідуальність смаків кожного з учасників тріо. Саме через суміш стилів кінець кінцем платівка отримала назву «Меломанія».
Найстарішою з пісень, написаних Хливнюком, стала «Гайки з Ямайки», яку співак пропонував грати ще за часів «Dust Mix», а згодом (із робочою назвою «Reggi») записав з «Графітом». Аналогічною є доля пісні «Одна»: ця лірична композиція про кохання без відповіді була в репертуарі «Dust Mix» та «Графіту». «День» також можна почути на демо-версії графітівського «Чорного PR-у»: за словами автора, вона написана про те, як «зневіритися і остаточно усвідомити, що нічого не вийде». Стартова композиція «Меломанії» — «Бета-Каротин», яку Хливнюк з Самойлом написали буквально «за десять хвилин» жартома на кухні — свого часу не сподобалася музикантам «Графіту», але тут стала у пригоді з новим аранжуванням.
Окрім повністю оригінального матеріалу, на альбом потрапила «адаптація» регі-хіта Боба Марлі «I Shot the Sheriff», яку переспівував улюблений Хливнюком Пітер Тош; її назва «Бобік» та текст стали згадкою про невдалу спробу нанести графіті біля пам'ятника Леніну. У «Супер-пупер» поєднувалися враження від використання комп'ютерного месенджеру ICQ та музична стилістика «2-step garage». Серед інших тем, які надихали Хливнюка, той згадував київські зими («Зима»), вокалістку «Garbage» Шерлі Менсон («Рожеві сиропи»), згадки про поїздку в Крим («Почути») та культову комедію «Страх і огида в Лас-Вегасі» («E-mail»). Пісня «Рожеві сиропи», в якій співалося про те, як «вдало керують думками з телеекранів ті, що над нами», пізніше вважалася одним з яскравих прикладів соціальної лірики «Бумбокса», що залишалася актуальною і через п'ятнадцять років після написання. Нарешті, пісня «Діагноз», з тексту якої було запозичено назву альбому «Меломанія», мала втілити «спробу записати на плівку радість цуценят, що заволоділи пристроєм і прослуховують рок, хіп-хоп, джаз, і розуміють, що захоплення триватиме все життя».

## Початок гастролей
Після запису «Меломанії» до команди «Бумбоксу» долучилися друзі музикантів — Олексій Согомонов та Борис Гінжук. Согомонов знав Хливнюка ще з Черкас, був частиною гурту «Dust Mix» та, попри основну роботу головним редактором журналу «X3M», хотів реалізувати себе як музичний продюсер, а Гінжук став концертним директором щойно створеного гурту. Не мавши на руках контракту на повноцінне видання альбому, музиканти самостійно тиражували копії платівки, «нарізаючи болванки», та роздавали їх друзям, знайомим та фанатам. Обкладинки до цих примірників створювалися учасниками гурту власноруч, зокрема Хливнюком, який колись навчався у коледжі на графічного дизайнера, та видруковувалися на дешевому чорно-білому принтері. Згодом гурт виділив 150 доларів на професійну фотосесію, яку зробив фотограф-початківець, артдиректор журналу «FHM» Микола Степанченко, орендувавши апаратуру, світло, камеру та студію поруч з «Чернігівською». Окрім світлини, де троє музикантів сидять на велосипедах, що потім стала офіційною обкладинкою альбому, було створено ще декілька, в тому числі разом із Согомоновим та Гінжуком та зі старим музичним центром (бумбоксом) «GoldStar», який дав назву гурту.
На першому концерті «Бумбоксу» в Черкасах було близько 20-30 слухачів. Вже на другому, який відбувся у львівському клубі «Picasso» — зібралося декілька сотень шанувальників гурту. «Меломанія» на той час ще не була видана, тому для музикантів було несподіванкою, що глядачі у залі знали слова пісень та підспівували весь концерт, ще й викликавши гурт на біс. За словами Хливнюка, саме після цього концерту учасники «Бумбоксу» вперше усвідомили власну популярність. Вони продовжували грати в клубах та на святкуваннях Днів міст, врешті решт презентували платівку в київському клубі «Бабуїн», а потім почали виступати за кордоном. Маючи в репертуарі лише одинадцять композицій, на концертах вони також влаштовували джем-сесії та грали кавер-версії відомих пісень. «Бумбокс» мав шалену популярність серед організаторів, які радісно запрошували «нову сенсацію», знаючи, що на них добре продаватимуться квитки.
За словами учасників «Бумбокс», вони принципово ігнорували проплачені ефіри на радіостанціях та телебаченні, проте якщо їх все ж запрошували, як, наприклад, у ранкове шоу «Підйом» на «Новому каналі», то музиканти з радістю брали в них участь. Згодом популярність гурту далася взнаки, їх перестали ігнорувати керівники музичних медіа, і «Бумбокс» врешті решт потрапив на радіо та телебачення. За словами Андрія Хливнюка, коли по радіо вперше пролунала його пісня, він почув від своєї дівчини: «Та ладно, ти все-таки зробив це! Ти, блін, рок-зірка».

## Відеокліпи

Кадри з відеокліпів «Супер-пупер», «E-mail» та «Бобік»

Перший кліп для «Меломанії» було вирішено знімати на пісню «Супер-пупер». Для цього музиканти позичили гроші в борг: 1 300 доларів виділив Борис Гінжук і ще 3 000 доларів — мати подруги Андрія Самойла, Насті Касілової. Режисером став відомий український кліпмейкер Віктор Придувалов, який до цього працював зі «Скрябіним», «Другою Рікою», «Океаном Ельзи» та «ТНМК». За сюжетом музиканти грали у приміщенні, де за їхніми спинами художники-графітники малювали на стіні величезний банер. Дебютний «сингл» дійсно став хітом, і кліп крутили на вітчизняних музичних телеканалах.
Другий кліп було знято тим самим Віктором Придуваловим на пісню «E-mail». Його знімали у Києві два дні, подорожуючи вулицями міста. Відео починається з епізоду, де особисті речі Хливнюка з балкона викидує його «дівчина» (яку зіграла та ж Настя Касілова), а серед них — не тільки платівки та акустична гітара, але й той самий бумбокс «GoldStar», знятий на першій фотосесії гурту. Далі Хливнюк їздить велосипедом по місту, а згодом до нього приєднуються «Муха» та «Валік»; ці велосипеди також можна побачити на обкладинці «Меломанії». Пізніше музиканти згадували, що провести цілий день у велосипедному сідлі було вкрай важко; до того ж Хливнюк впав, розірвавши червону футболку, яку довелося терміново лагодити, бо іншої такої не було.
Третій кліп на пісню «Бобік» став найдешевшим для гурту: його за 300 доларів зняв знайомий музикантів Олексій Кузик. Відео знімали декілька годин у покинутому підземному командному пункті, який мав імітувати в'язницю. Окрім музикантів, які вдавали з себе в'язнів (Хливнюк та «Муха») та прибиральника («Валік»), в ньому можна побачити двох інших учасників «сім'ї Бумбокс»: продюсер та звукорежисер Олексій Согомонов грав тюремного наглядача, а директор Борис Гінжук — пастора, що сповідує героя Хливнюка перед стратою на електричному стільці.

## Вихід альбому
Спочатку альбомом «Бумбоксу» зацікавився лейбл «Real Records», на якому видавалися «Земфира» та «Мумий Тролль», але домовитися не вдалося: «Вони нас активно сватали, ми дуже довго вели переговори. Мова йшла про якісь нечувані суми, але було зрозуміло, що це кабальний контракт – і ми не підписали його» – згадував Олексій Согомонов. 
Перший контракт було підписано з лейблом «Music Factory», який видавав «Меломанію» на касетах та компакт-дисках. Офіційна дата релізу — 20 квітня 2005 року. За умовами контракту гурт отримав шість тисяч доларів, більшу частину з яких витратили, віддавши борги за знімання кліпу «Супер-пупер». Згодом виявилося, що лейбл розпорядився матеріалом не найкращим чином, швидко продавши основний тираж, але затримавши випуск додаткових примірників, які можна було б реалізувати під час пісенного конкурсу «Євробачення».

Обкладинка делюкс-видання

Після закінчення річного контракту права на видання «Меломанії» отримала компанія «Moon Records», яка до оригінального релізу додала ще дві пісні, записані під час концерту в московському клубі «Китайський льотчик Джао-Да»: англомовну «Date with another ten» та імпровізовану «Пісню для Китайського льотчика». Окрім цього, видання «Moon Records» містило буклет з фотографіями гурту та текстами пісень, а також три зацифровані відеокліпи на пісні «Супер-пупер», «E-mail» та «Бобік».
Після успіху гурту, «Бумбоксу» запропонували видати «Меломанію» в Росії. Хоча Хливнюк та Согомонов спочатку не погоджувалися, після розмови з представниками лейблу «Вдох» було вирішено ризикнути та вийти на російський ринок. Це видання відрізнялося від інших штучно зістареним фото музикантів та яскравим логотипом лейблу на обкладинці, що не було узгоджено із гуртом та викликало невдоволення Согомонова. Продажі виявилися замалими, було реалізовано лише близько 200 примірників «Меломанії». Лише після того, як у «Бумбокса» вийшла друга платівка «Family Бізнес» із хітом «Вахтерам», мейджор-лейбл «Моноліт» узгодив перевидання «Меломанії» та «Family Бізнес», які вийшли 10 червня 2008 року.
У 2019 році лейбл «Aby Sho Music» перевипустив «Меломанію» на грамофонних платівках. Окрім звичайного видання, існувала версія «пакунку для фаната», яка окрім червоно-чорного вінілу містила великий буклет, копію постера гурту 2005 року, сліпмат та стікери з символікою «Бумбоксу».

## Рецензії
Одну з перших рецензій на «Меломанію» було опубліковано в журналі «FHM», а її автором став сам Олексій Согомонов, який зрецензував своїх підопічних. Він підкреслив, що «Бумбокс» став першим вітчизняним гуртом з часів «5'nizza», хто вдало поєднував регі, джаз, хіп-хоп та фанк. Окрім цього в рецензії було відзначено чуттєвий вокал Хливнюка та жартівливо-іронічні тексти, а загальна оцінка «Меломанії» становила чотири зірки з п'яти.
В журналі «Афіша» реліз «Меломанії» на лейблі «Music Factory» назвали однією з найбільш обговорюваних подій української музики. На думку редакції, альбом став один з прикладів якісної незалежної попмузики, яку можна рекомендувати навіть закордонним слухачам, а головні хіти були досить привабливими для радіоротації.
Борис Барабанов («Коммерсантъ») звернув увагу на унікальну для пострадянського простору комбінацію хіп-хопових бітів та діджейських скретчів з акустичною гітарою, а також «хохляцьку мелодійність», порівнявши «Бумбокс» із «Воплями Відоплясова», «Океаном Ельзи» та «ТНМК». Попри тексти пісень, написані українською мовою, Барабанов назвав платівку «дуже зрозумілою та близькою».
Журналіст російської версії журналу «Rolling Stone» Дмітрій Вебер утримався від того, щоб називати «Меломанію» альбомом року через нерівномірну якість матеріалу. Він відзначив хітову «Супер-пупер» та стартову композицію «Бета-Каротин» та запропонував дочекатися виходу наступного альбому «Бумбоксу».
На сайті «Music.com.ua» «Меломанію» оцінили на 8/10. Основною дійовою особою альбому було названо «музику» як таку, а пісні порівнювалися з окремими історіями з власними мінісюжетами. Найбільшою знахідкою для гурту був названий сам Хливнюк та його манера виконання, що поєднувала ентузіазм, іронію та абсурдизм. «Меломанія в тому свіжому, грайливому, чарівному вигляді, в якому вона виявилася у „Бумбокса“, навіть досягнувши розмірів епідемії, не загрожує стати стихійним лихом, скоріше — національним надбанням. Аби меломанія не переросла в мегаломанію» — резюмував оглядач.

## Значення
«Меломанія» стала успішним дебютом для гурту, який розпочинався як сторонній проєкт музикантів «Графіту» та «Тартака», але згодом став основним для всіх трьох учасників «Бумбоксу». «Графіт» Андрій Хливнюка повністю розпався ще у 2004 році, а з «Тартака» Андрій Самойло та Валентин Матіюк пішли навесні 2005 року. І хоча «Меломанія» не відрізнялася показниками продажів, вона дозволила музикантам активно гастролювати, стати відомими в Україні та за її межами, відкривши гуртові шлях до великих лейблів. Вже другий альбом «Бумбоксу» «Family Бізнес», виданий на лейблі «Moon Records» разом з «Меломанією», став «золотим» в Україні та «платиновим» в Росії.
Коментуючи значення «Меломанії» через п'ятнадцять років після виходу альбому, продюсер Олексій Согомонов відзначив, що «Меломанія» виділялася серед тогочасних альбомів оригінальними текстами та підходом до створення бітів: «Ми всі були дуже сильно на хіп-хопі — і нам було важливо показати це людям». Фронтмен гурту Андрій Хливнюк визнавав, що зараз «він не порадив би слухати цей альбом», бо його звучання є досить непрофесійним та застарілим; за роки існування музичний стиль гурту змінився, став більш «роковим», і нові слухачі могли навіть не знати про існування тих, перших пісень, і про «хіп-хопову» еру в історії «Бумбоксу».